# هجرس أحمر الذيل
الهجرس أحمر الذيل أو السعدان أحمر الذيل أو النسناس أحمر الذيل (الاسم العلمي:Cercopithecus ascanius) هو نوع من الحيوانات يتبع جنس الهجرس من فصيلة سعادين العالم القديم.